# La-Matchil
La-Matchil (hebrejsky: לַמַּתְחִיל‎, doslova Pro začátečníka) byl hebrejský psaný deník vycházející v Izraeli.
Za vznikem deníku stála strana Mapaj, dominantní politické síla v Izraeli v 50. letech 20. století. Vydávání deníku bylo součástí snahy oslovit politicky i nové židovské imigranty a byl proto pro lepší srozumitelnost tištěn včetně hebrejských znamének pro samohlásky.  Kromě něj vycházel v zjednodušené podobě pro potřeby přistěhovalců i hebrejský list Omer. Podle studie z roku 1995 ale tento způsob stranické tiskové agitace neměl mezi přistěhovalci významnější ohlas.
Později byl list la-Matchil sloučen s dalším podobně orientovaným periodikem Ša'ar (שער‎, Brána) a od roku 1978 tak vychází pro potřeby imigrantů v zjednodušené hebrejštině se znaménky pro samohlásky list Ša'ar la-matchil (שער למתחיל‎, Brána (pro) začátečníka).